# 小行星8533
小行星8533（英語：8533 Oohira）是一颗围绕太阳公转的小行星。1993年1月20日，浦田武在清水町发现了此天体。
这颗小行星的绝对星等为188.404323035993等。